# Ludovico Antinori
Ludovico Antinori (Firenze, 1531 – Pisa, 13 febbraio 1576) è stato un arcivescovo cattolico italiano.

## Biografia
Il 2 agosto 1568 papa Pio IV lo nominò vescovo di Volterra, ricevendo la cionsacrazione episcopale a Vienna il 21 dicembre successivo dalle mani del cardinale Giovanni Francesco Commendone, co-consacranti i vescovi Antonio Veranzio (poi arcivescovo e cardinale), vescovo di Eger, e Giovanni Dolfin, vescovo di Torcello.
Il 15 gennaio 1574 papa Gregorio XIII lo trasferì alla sede di Pistoia, mentre l'anno successivo lo stesso pontefice lo elevò al rango di arcivescovo di Pisa, rimanendo però a capo dell'arcidiocesi toscana per poco tempo, poiché morì l'anno successivo. Fu sepolto nella cattedrale di Pisa.

## Genealogia episcopale
La genealogia episcopale è:
- Cardinale Giovanni Francesco Commendone
- Arcivescovo Ludovico Antinori